# آر گاوران
آر گاوران یک ستاره است که در صورت فلکی گاوران قرار دارد.